# آبشار دنلو
آبشار دنلو (به انگلیسی: Denlow Falls) آبشاری است که در همیلتون (انتاریو)، کانادا واقع شده و ارتفاع کلی ریزشگاه آن ۱۹ متر (۶۲ فوت) است.